# Lista över fotbollsövergångar i Premier League säsongen 2020/2021
Detta är en Lista över fotbollsövergångar i Premier League säsongen 2020/2021.

## Premier League

### Arsenal

#### Sommarövergångar 2020
| Nr | Land      | Pos | Namn                                     |
| -- | --------- | --- | ---------------------------------------- |
| 17 | Portugal  | F   | Cédric Soares (från Southampton)         |
| 22 | Spanien   | F   | Pablo Marí (från Flamengo)               |
| 12 | Brasilien | A   | Willian (från Chelsea)                   |
| 6  | Brasilien | F   | Gabriel Magalhães (från Lille)           |
| 8  | Spanien   | MF  | Dani Ceballos (Inlånad från Real Madrid) |

| Nr | Land      | Pos | Namn                                     |
| -- | --------- | --- | ---------------------------------------- |
| 17 | Portugal  | F   | Cédric Soares (från Southampton)         |
| 22 | Spanien   | F   | Pablo Marí (från Flamengo)               |
| 12 | Brasilien | A   | Willian (från Chelsea)                   |
| 6  | Brasilien | F   | Gabriel Magalhães (från Lille)           |
| 8  | Spanien   | MF  | Dani Ceballos (Inlånad från Real Madrid) |

| Nr | Land     | Pos | Namn                                             |
| -- | -------- | --- | ------------------------------------------------ |
| 27 | Grekland | F   | Konstantinos Mavropanos (Utlånad till Stuttgart) |
| 7  | Armenien | MF  | Henrikh Mkhitaryan (till Roma)                   |

| Nr | Land     | Pos | Namn                                             |
| -- | -------- | --- | ------------------------------------------------ |
| 27 | Grekland | F   | Konstantinos Mavropanos (Utlånad till Stuttgart) |
| 7  | Armenien | MF  | Henrikh Mkhitaryan (till Roma)                   |

#### Vinterövergångar 2021
| Nr | Land | Pos | Namn |
| -- | ---- | --- | ---- |

| Nr | Land | Pos | Namn |
| -- | ---- | --- | ---- |

| Nr | Land | Pos | Namn |
| -- | ---- | --- | ---- |

| Nr | Land | Pos | Namn |
| -- | ---- | --- | ---- |

### Aston Villa

#### Sommarövergångar 2020
| Nr | Land    | Pos | Namn                                |
| -- | ------- | --- | ----------------------------------- |
|    | England | F   | Matty Cash (från Nottingham Forest) |
|    | England | A   | Ollie Watkins (från Brentford)      |

| Nr | Land    | Pos | Namn                                |
| -- | ------- | --- | ----------------------------------- |
|    | England | F   | Matty Cash (från Nottingham Forest) |
|    | England | A   | Ollie Watkins (från Brentford)      |

| Nr | Land       | Pos | Namn                                                 |
| -- | ---------- | --- | ---------------------------------------------------- |
| 5  | Wales      | F   | James Chester (till Stoke City)                      |
| 19 | Spanien    | A   | Borja Bastón (till Leganés)                          |
| -  | England    | MF  | Andre Green (Klubb ej klar)                          |
| -  | England    | A   | Rushian Hepburn-Murphy (till Pafos)                  |
| 31 | Montenegro | MV  | Matija Šarkić (till Wolverhampton Wanderers)         |
| -  | England    | F   | James Bree (till Luton Town)                         |
| 4  | England    | MF  | Danny Drinkwater (Återvänder efter lån till Chelsea) |
| 29 | Spanien    | MV  | Pepe Reina (Återvänder efter lån till Milan)         |

| Nr | Land       | Pos | Namn                                                 |
| -- | ---------- | --- | ---------------------------------------------------- |
| 5  | Wales      | F   | James Chester (till Stoke City)                      |
| 19 | Spanien    | A   | Borja Bastón (till Leganés)                          |
| -  | England    | MF  | Andre Green (Klubb ej klar)                          |
| -  | England    | A   | Rushian Hepburn-Murphy (till Pafos)                  |
| 31 | Montenegro | MV  | Matija Šarkić (till Wolverhampton Wanderers)         |
| -  | England    | F   | James Bree (till Luton Town)                         |
| 4  | England    | MF  | Danny Drinkwater (Återvänder efter lån till Chelsea) |
| 29 | Spanien    | MV  | Pepe Reina (Återvänder efter lån till Milan)         |

#### Vinterövergångar 2021
| Nr | Land | Pos | Namn |
| -- | ---- | --- | ---- |

| Nr | Land | Pos | Namn |
| -- | ---- | --- | ---- |

| Nr | Land | Pos | Namn |
| -- | ---- | --- | ---- |

| Nr | Land | Pos | Namn |
| -- | ---- | --- | ---- |

### Brighton & Hove Albion

#### Sommarövergångar 2020
| Nr | Land          | Pos | Namn                              |
| -- | ------------- | --- | --------------------------------- |
|    | England       | MF  | Jensen Weir (från Wigan Athletic) |
|    | England       | MF  | Adam Lallana (från Liverpool)     |
|    | Nederländerna | F   | Joël Veltman (från Ajax)          |
|    | Nederländerna | F   | Jan Paul van Hecke (från Breda)   |

| Nr | Land          | Pos | Namn                              |
| -- | ------------- | --- | --------------------------------- |
|    | England       | MF  | Jensen Weir (från Wigan Athletic) |
|    | England       | MF  | Adam Lallana (från Liverpool)     |
|    | Nederländerna | F   | Joël Veltman (från Ajax)          |
|    | Nederländerna | F   | Jan Paul van Hecke (från Breda)   |

| Nr | Land       | Pos | Namn                                       |
| -- | ---------- | --- | ------------------------------------------ |
|    | Nigeria    | F   | Leon Balogun (till Wigan Athletic)         |
| -  | Frankrike  | MF  | Anthony Knockaert (till Fulham)            |
| 21 | Italien    | F   | Ezequiel Schelotto (Klubb ej klar)         |
| 25 | Israel     | MF  | Beram Kayal (Klubb ej klar)                |
| 26 | Sydafrika  | A   | Percy Tau (Utlånad till Anderlecht)        |
| -  | Slovenien  | A   | Jan Mlakar (Utlånad till Maribor)          |
| 22 | Spanien    | F   | Martín Montoya (till Real Betis)           |
| -  | England    | F   | Matthew Clarke (Utlånad till Derby County) |
| 57 | Norge      | F   | Leo Östigård (Utlånad till Coventry City)  |
| 18 | Australien | MF  | Aaron Mooy (till Shanghai SIPG)            |
| 17 | England    | A   | Glenn Murray (Utlånad till Watford)        |
| 4  | Irland     | F   | Shane Duffy (Utlånad till Celtic)          |
| 27 | England    | MV  | David Button (till West Bromwich Albion)   |

| Nr | Land       | Pos | Namn                                       |
| -- | ---------- | --- | ------------------------------------------ |
|    | Nigeria    | F   | Leon Balogun (till Wigan Athletic)         |
| -  | Frankrike  | MF  | Anthony Knockaert (till Fulham)            |
| 21 | Italien    | F   | Ezequiel Schelotto (Klubb ej klar)         |
| 25 | Israel     | MF  | Beram Kayal (Klubb ej klar)                |
| 26 | Sydafrika  | A   | Percy Tau (Utlånad till Anderlecht)        |
| -  | Slovenien  | A   | Jan Mlakar (Utlånad till Maribor)          |
| 22 | Spanien    | F   | Martín Montoya (till Real Betis)           |
| -  | England    | F   | Matthew Clarke (Utlånad till Derby County) |
| 57 | Norge      | F   | Leo Östigård (Utlånad till Coventry City)  |
| 18 | Australien | MF  | Aaron Mooy (till Shanghai SIPG)            |
| 17 | England    | A   | Glenn Murray (Utlånad till Watford)        |
| 4  | Irland     | F   | Shane Duffy (Utlånad till Celtic)          |
| 27 | England    | MV  | David Button (till West Bromwich Albion)   |

#### Vinterövergångar 2021
| Nr | Land | Pos | Namn |
| -- | ---- | --- | ---- |

| Nr | Land | Pos | Namn |
| -- | ---- | --- | ---- |

| Nr | Land | Pos | Namn |
| -- | ---- | --- | ---- |

| Nr | Land | Pos | Namn |
| -- | ---- | --- | ---- |

### Burnley

#### Sommarövergångar 2020
| Nr | Land    | Pos | Namn                                       |
| -- | ------- | --- | ------------------------------------------ |
|    | England | MV  | Will Norris (från Wolverhampton Wanderers) |

| Nr | Land    | Pos | Namn                                       |
| -- | ------- | --- | ------------------------------------------ |
|    | England | MV  | Will Norris (från Wolverhampton Wanderers) |

| Nr | Land       | Pos | Namn                                   |
| -- | ---------- | --- | -------------------------------------- |
| 25 | England    | MF  | Aaron Lennon (Klubb ej klar)           |
| 30 | England    | MV  | Adam Legzdins (Klubb ej klar)          |
| 13 | Irland     | MF  | Jeff Hendrick (till Newcastle United)  |
| 20 | England    | MV  | Joe Hart (till Tottenham Hotspur)      |
| 14 | England    | F   | Ben Gibson (Utlånad till Norwich City) |
| 41 | Australien | MF  | Aiden O'Neill (till Melbourne City)    |

| Nr | Land       | Pos | Namn                                   |
| -- | ---------- | --- | -------------------------------------- |
| 25 | England    | MF  | Aaron Lennon (Klubb ej klar)           |
| 30 | England    | MV  | Adam Legzdins (Klubb ej klar)          |
| 13 | Irland     | MF  | Jeff Hendrick (till Newcastle United)  |
| 20 | England    | MV  | Joe Hart (till Tottenham Hotspur)      |
| 14 | England    | F   | Ben Gibson (Utlånad till Norwich City) |
| 41 | Australien | MF  | Aiden O'Neill (till Melbourne City)    |

#### Vinterövergångar 2021
| Nr | Land | Pos | Namn |
| -- | ---- | --- | ---- |

| Nr | Land | Pos | Namn |
| -- | ---- | --- | ---- |

| Nr | Land | Pos | Namn |
| -- | ---- | --- | ---- |

| Nr | Land | Pos | Namn |
| -- | ---- | --- | ---- |

### Chelsea

#### Sommarövergångar 2020
| Nr | Land      | Pos | Namn                                    |
| -- | --------- | --- | --------------------------------------- |
|    | Marocko   | MF  | Hakim Ziyech (från Ajax)                |
|    | Tyskland  | A   | Timo Werner (från RB Leipzig)           |
|    | England   | F   | Ben Chilwell (från Leicester City)      |
|    | Frankrike | F   | Malang Sarr (från Nice)                 |
|    | Brasilien | F   | Thiago Silva (från Paris Saint-Germain) |
|    | Tyskland  | MF  | Kai Havertz (från Bayer Leverkusen)     |

| Nr | Land      | Pos | Namn                                    |
| -- | --------- | --- | --------------------------------------- |
|    | Marocko   | MF  | Hakim Ziyech (från Ajax)                |
|    | Tyskland  | A   | Timo Werner (från RB Leipzig)           |
|    | England   | F   | Ben Chilwell (från Leicester City)      |
|    | Frankrike | F   | Malang Sarr (från Nice)                 |
|    | Brasilien | F   | Thiago Silva (från Paris Saint-Germain) |
|    | Tyskland  | MF  | Kai Havertz (från Bayer Leverkusen)     |

| Nr | Land      | Pos | Namn                                                  |
| -- | --------- | --- | ----------------------------------------------------- |
| -  | Spanien   | A   | Álvaro Morata (till Atlético Madrid)                  |
| -  | Kroatien  | MF  | Mario Pašalić (till Atalanta)                         |
| -  | Brasilien | MF  | Nathan (Nathan Allan de Souza (till Atlético Mineiro) |
| 11 | Spanien   | A   | Pedro (till Roma)                                     |
| 10 | Brasilien | A   | Willian (till Arsenal)                                |
| -  | Serbien   | MF  | Danilo Pantic (Utlånad till Čukarički)                |
| 31 | England   | MV  | Jamie Cumming (Utlånad till Stevenage)                |
| -  | England   | MV  | Jamal Blackman (Utlånad till Rotherham United)        |
| -  | Wales     | F   | Ethan Ampadu (Utlånad till Sheffield United)          |
| -  | Brasilien | MF  | Kenedy (Utlånad till Granada)                         |
| 23 | Belgien   | A   | Michy Batshuayi (Utlånad till Crystal Palace)         |

| Nr | Land      | Pos | Namn                                                  |
| -- | --------- | --- | ----------------------------------------------------- |
| -  | Spanien   | A   | Álvaro Morata (till Atlético Madrid)                  |
| -  | Kroatien  | MF  | Mario Pašalić (till Atalanta)                         |
| -  | Brasilien | MF  | Nathan (Nathan Allan de Souza (till Atlético Mineiro) |
| 11 | Spanien   | A   | Pedro (till Roma)                                     |
| 10 | Brasilien | A   | Willian (till Arsenal)                                |
| -  | Serbien   | MF  | Danilo Pantic (Utlånad till Čukarički)                |
| 31 | England   | MV  | Jamie Cumming (Utlånad till Stevenage)                |
| -  | England   | MV  | Jamal Blackman (Utlånad till Rotherham United)        |
| -  | Wales     | F   | Ethan Ampadu (Utlånad till Sheffield United)          |
| -  | Brasilien | MF  | Kenedy (Utlånad till Granada)                         |
| 23 | Belgien   | A   | Michy Batshuayi (Utlånad till Crystal Palace)         |

#### Vinterövergångar 2021
| Nr | Land | Pos | Namn |
| -- | ---- | --- | ---- |

| Nr | Land | Pos | Namn |
| -- | ---- | --- | ---- |

| Nr | Land | Pos | Namn |
| -- | ---- | --- | ---- |

| Nr | Land | Pos | Namn |
| -- | ---- | --- | ---- |

### Crystal Palace

#### Sommarövergångar 2020
| Nr | Land    | Pos | Namn                                        |
| -- | ------- | --- | ------------------------------------------- |
|    | England | F   | Nathan Ferguson (från West Bromwich Albion) |
|    | England | MF  | Eberechi Eze (från Queens Park Rangers)     |
|    | Belgien | A   | Michy Batshuayi (Inlånad från Chelsea)      |

| Nr | Land    | Pos | Namn                                        |
| -- | ------- | --- | ------------------------------------------- |
|    | England | F   | Nathan Ferguson (från West Bromwich Albion) |
|    | England | MF  | Eberechi Eze (från Queens Park Rangers)     |
|    | Belgien | A   | Michy Batshuayi (Inlånad från Chelsea)      |

| Nr | Land | Pos | Namn |
| -- | ---- | --- | ---- |

| Nr | Land | Pos | Namn |
| -- | ---- | --- | ---- |

#### Vinterövergångar 2021
| Nr | Land | Pos | Namn |
| -- | ---- | --- | ---- |

| Nr | Land | Pos | Namn |
| -- | ---- | --- | ---- |

| Nr | Land | Pos | Namn |
| -- | ---- | --- | ---- |

| Nr | Land | Pos | Namn |
| -- | ---- | --- | ---- |

### Everton

#### Sommarövergångar 2020
| Nr | Land      | Pos | Namn                               |
| -- | --------- | --- | ---------------------------------- |
|    | Frankrike | F   | Niels Nkounkou (från Marseille)    |
|    | Brasilien | MF  | Allan (från Napoli)                |
|    | Colombia  | MF  | James Rodríguez (från Real Madrid) |
|    | Frankrike | MF  | Abdoulaye Doucouré (från Watford)  |

| Nr | Land      | Pos | Namn                               |
| -- | --------- | --- | ---------------------------------- |
|    | Frankrike | F   | Niels Nkounkou (från Marseille)    |
|    | Brasilien | MF  | Allan (från Napoli)                |
|    | Colombia  | MF  | James Rodríguez (från Real Madrid) |
|    | Frankrike | MF  | Abdoulaye Doucouré (från Watford)  |

| Nr | Land          | Pos | Namn                                                 |
| -- | ------------- | --- | ---------------------------------------------------- |
| 22 | Nederländerna | MV  | Maarten Stekelenburg (till Ajax)                     |
| 18 | Frankrike     | MF  | Morgan Schneiderlin (till Nice)                      |
| 30 | Curaçao       | F   | Cuco Martina (Klubb ej klar)                         |
| -  | England       | F   | Luke Garbutt (Klubb ej klar)                         |
| 29 | Senegal       | A   | Oumar Niasse (Klubb ej klar)                         |
| 3  | England       | F   | Leighton Baines (Avslutat karriären)                 |
| 28 | England       | MF  | Kieran Dowell (till Norwich City)                    |
| 19 | Frankrike     | F   | Djibril Sidibé (Återvänder efter lån till AS Monaco) |

| Nr | Land          | Pos | Namn                                                 |
| -- | ------------- | --- | ---------------------------------------------------- |
| 22 | Nederländerna | MV  | Maarten Stekelenburg (till Ajax)                     |
| 18 | Frankrike     | MF  | Morgan Schneiderlin (till Nice)                      |
| 30 | Curaçao       | F   | Cuco Martina (Klubb ej klar)                         |
| -  | England       | F   | Luke Garbutt (Klubb ej klar)                         |
| 29 | Senegal       | A   | Oumar Niasse (Klubb ej klar)                         |
| 3  | England       | F   | Leighton Baines (Avslutat karriären)                 |
| 28 | England       | MF  | Kieran Dowell (till Norwich City)                    |
| 19 | Frankrike     | F   | Djibril Sidibé (Återvänder efter lån till AS Monaco) |

#### Vinterövergångar 2021
| Nr | Land | Pos | Namn |
| -- | ---- | --- | ---- |

| Nr | Land | Pos | Namn |
| -- | ---- | --- | ---- |

| Nr | Land | Pos | Namn |
| -- | ---- | --- | ---- |

| Nr | Land | Pos | Namn |
| -- | ---- | --- | ---- |

### Fulham

#### Sommarövergångar 2020
| Nr | Land          | Pos | Namn                                               |
| -- | ------------- | --- | -------------------------------------------------- |
|    | Frankrike     | MF  | Anthony Knockaert (från Brighton & Hove Albion)    |
|    | USA           | F   | Antonee Robinson (från Wigan Athletic)             |
|    | England       | MF  | Harrison Reed (från Southampton)                   |
|    | Gabon         | MF  | Mario Lemina (Inlånad från Southampton)            |
|    | Frankrike     | MV  | Alphonse Areola (Inlånad från Paris Saint-Germain) |
|    | Nederländerna | F   | Kenny Tete (från Lyon)                             |

| Nr | Land          | Pos | Namn                                               |
| -- | ------------- | --- | -------------------------------------------------- |
|    | Frankrike     | MF  | Anthony Knockaert (från Brighton & Hove Albion)    |
|    | USA           | F   | Antonee Robinson (från Wigan Athletic)             |
|    | England       | MF  | Harrison Reed (från Southampton)                   |
|    | Gabon         | MF  | Mario Lemina (Inlånad från Southampton)            |
|    | Frankrike     | MV  | Alphonse Areola (Inlånad från Paris Saint-Germain) |
|    | Nederländerna | F   | Kenny Tete (från Lyon)                             |

| Nr | Land    | Pos | Namn                                           |
| -- | ------- | --- | ---------------------------------------------- |
| 33 | England | MF  | Matt O'Riley (Klubb ej klar)                   |
| 36 | USA     | MF  | Luca de la Torre (till Heracles)               |
| -  | England | MV  | Magnus Norman (till Carlisle United)           |
| 5  | England | F   | Alfie Mawson (Utlånad till Bristol City)       |
| 43 | England | F   | Steven Sessegnon (Utlånad till Bristol City)   |
| 1  | England | MV  | Marcus Bettinelli (Utlånad till Middlesbrough) |

| Nr | Land    | Pos | Namn                                           |
| -- | ------- | --- | ---------------------------------------------- |
| 33 | England | MF  | Matt O'Riley (Klubb ej klar)                   |
| 36 | USA     | MF  | Luca de la Torre (till Heracles)               |
| -  | England | MV  | Magnus Norman (till Carlisle United)           |
| 5  | England | F   | Alfie Mawson (Utlånad till Bristol City)       |
| 43 | England | F   | Steven Sessegnon (Utlånad till Bristol City)   |
| 1  | England | MV  | Marcus Bettinelli (Utlånad till Middlesbrough) |

#### Vinterövergångar 2021
| Nr | Land | Pos | Namn |
| -- | ---- | --- | ---- |

| Nr | Land | Pos | Namn |
| -- | ---- | --- | ---- |

| Nr | Land | Pos | Namn |
| -- | ---- | --- | ---- |

| Nr | Land | Pos | Namn |
| -- | ---- | --- | ---- |

### Leeds United

#### Sommarövergångar 2020
| Nr | Land      | Pos | Namn                                         |
| -- | --------- | --- | -------------------------------------------- |
|    | Portugal  | MF  | Hélder Costa (från Wolverhampton Wanderers)  |
|    | Frankrike | MV  | Illan Meslier (från Lorient)                 |
|    | England   | MF  | Jack Harrison (Inlånad från Manchester City) |
|    | England   | A   | Joe Gelhardt (från Wigan Athletic)           |
|    | England   | F   | Cody Drameh (från Fulham)                    |
|    | Spanien   | A   | Rodrigo (från Valencia)                      |
|    | Tyskland  | F   | Robin Koch (från Freiburg)                   |

| Nr | Land      | Pos | Namn                                         |
| -- | --------- | --- | -------------------------------------------- |
|    | Portugal  | MF  | Hélder Costa (från Wolverhampton Wanderers)  |
|    | Frankrike | MV  | Illan Meslier (från Lorient)                 |
|    | England   | MF  | Jack Harrison (Inlånad från Manchester City) |
|    | England   | A   | Joe Gelhardt (från Wigan Athletic)           |
|    | England   | F   | Cody Drameh (från Fulham)                    |
|    | Spanien   | A   | Rodrigo (från Valencia)                      |
|    | Tyskland  | F   | Robin Koch (från Freiburg)                   |

| Nr | Land      | Pos | Namn                                                         |
| -- | --------- | --- | ------------------------------------------------------------ |
| -  | England   | F   | Will Huffer (Klubb ej klar)                                  |
| -  | Belgien   | F   | Laurens De Bock (Utlånad till Zulte Waregem)                 |
| 5  | England   | F   | Ben White (Återvänder efter lån till Brighton & Hove Albion) |
| 29 | Frankrike | A   | Jean-Kévin Augustin (Återvänder efter lån till RB Leipzig)   |

| Nr | Land      | Pos | Namn                                                         |
| -- | --------- | --- | ------------------------------------------------------------ |
| -  | England   | F   | Will Huffer (Klubb ej klar)                                  |
| -  | Belgien   | F   | Laurens De Bock (Utlånad till Zulte Waregem)                 |
| 5  | England   | F   | Ben White (Återvänder efter lån till Brighton & Hove Albion) |
| 29 | Frankrike | A   | Jean-Kévin Augustin (Återvänder efter lån till RB Leipzig)   |

#### Vinterövergångar 2021
| Nr | Land | Pos | Namn |
| -- | ---- | --- | ---- |

| Nr | Land | Pos | Namn |
| -- | ---- | --- | ---- |

| Nr | Land | Pos | Namn |
| -- | ---- | --- | ---- |

| Nr | Land | Pos | Namn |
| -- | ---- | --- | ---- |

### Leicester City

#### Sommarövergångar 2020
| Nr | Land    | Pos | Namn                             |
| -- | ------- | --- | -------------------------------- |
|    | Belgien | F   | Timothy Castagne (från Atalanta) |

| Nr | Land    | Pos | Namn                             |
| -- | ------- | --- | -------------------------------- |
|    | Belgien | F   | Timothy Castagne (från Atalanta) |

| Nr | Land    | Pos | Namn                                                             |
| -- | ------- | --- | ---------------------------------------------------------------- |
| -  | Wales   | MF  | George Thomas (till Queens Park Rangers)                         |
| 37 | Wales   | MF  | Andy King (Klubb ej klar)                                        |
| -  | Polen   | MF  | Bartosz Kapustka (till Legia Warszawa)                           |
| 3  | England | F   | Ben Chilwell (till Chelsea)                                      |
| -  | England | F   | Ryan Bennett (Återvänder efter lån till Wolverhampton Wanderers) |

| Nr | Land    | Pos | Namn                                                             |
| -- | ------- | --- | ---------------------------------------------------------------- |
| -  | Wales   | MF  | George Thomas (till Queens Park Rangers)                         |
| 37 | Wales   | MF  | Andy King (Klubb ej klar)                                        |
| -  | Polen   | MF  | Bartosz Kapustka (till Legia Warszawa)                           |
| 3  | England | F   | Ben Chilwell (till Chelsea)                                      |
| -  | England | F   | Ryan Bennett (Återvänder efter lån till Wolverhampton Wanderers) |

#### Vinterövergångar 2021
| Nr | Land | Pos | Namn |
| -- | ---- | --- | ---- |

| Nr | Land | Pos | Namn |
| -- | ---- | --- | ---- |

| Nr | Land | Pos | Namn |
| -- | ---- | --- | ---- |

| Nr | Land | Pos | Namn |
| -- | ---- | --- | ---- |

### Liverpool

#### Sommarövergångar 2020
| Nr | Land     | Pos | Namn                              |
| -- | -------- | --- | --------------------------------- |
|    | Grekland | F   | Kostas Tsimikas (från Olympiakos) |

| Nr | Land     | Pos | Namn                              |
| -- | -------- | --- | --------------------------------- |
|    | Grekland | F   | Kostas Tsimikas (från Olympiakos) |

| Nr | Land     | Pos | Namn                                       |
| -- | -------- | --- | ------------------------------------------ |
| 68 | Spanien  | MF  | Pedro Chirivella (till Nantes)             |
| 2  | England  | F   | Nathaniel Clyne (Klubb ej klar)            |
| 20 | England  | MF  | Adam Lallana (till Brighton & Hove Albion) |
| 6  | Kroatien | F   | Dejan Lovren (till Zenit Sankt Petersburg) |
| 22 | England  | MV  | Andrew Lonergan (Klubb ej klar)            |
| 53 | England  | MF  | Ovie Ejaria (till Reading)                 |
| 54 | England  | MF  | Sheyi Ojo (Utlånad till Cardiff City)      |

| Nr | Land     | Pos | Namn                                       |
| -- | -------- | --- | ------------------------------------------ |
| 68 | Spanien  | MF  | Pedro Chirivella (till Nantes)             |
| 2  | England  | F   | Nathaniel Clyne (Klubb ej klar)            |
| 20 | England  | MF  | Adam Lallana (till Brighton & Hove Albion) |
| 6  | Kroatien | F   | Dejan Lovren (till Zenit Sankt Petersburg) |
| 22 | England  | MV  | Andrew Lonergan (Klubb ej klar)            |
| 53 | England  | MF  | Ovie Ejaria (till Reading)                 |
| 54 | England  | MF  | Sheyi Ojo (Utlånad till Cardiff City)      |

#### Vinterövergångar 2021
| Nr | Land | Pos | Namn |
| -- | ---- | --- | ---- |

| Nr | Land | Pos | Namn |
| -- | ---- | --- | ---- |

| Nr | Land | Pos | Namn |
| -- | ---- | --- | ---- |

| Nr | Land | Pos | Namn |
| -- | ---- | --- | ---- |

### Manchester City

#### Sommarövergångar 2020
| Nr | Land          | Pos | Namn                                     |
| -- | ------------- | --- | ---------------------------------------- |
|    | Brasilien     | F   | Yan Couto (från Coritiba)                |
|    | Burkina Faso  | F   | Issa Kaboré (från Mechelen)              |
|    | Spanien       | A   | Ferran Torres (från Valencia)            |
|    | Nederländerna | F   | Nathan Aké (från Bournemouth)            |
|    | England       | MV  | Scott Carson (Inlånad från Derby County) |

| Nr | Land          | Pos | Namn                                     |
| -- | ------------- | --- | ---------------------------------------- |
|    | Brasilien     | F   | Yan Couto (från Coritiba)                |
|    | Burkina Faso  | F   | Issa Kaboré (från Mechelen)              |
|    | Spanien       | A   | Ferran Torres (från Valencia)            |
|    | Nederländerna | F   | Nathan Aké (från Bournemouth)            |
|    | England       | MV  | Scott Carson (Inlånad från Derby County) |

| Nr | Land         | Pos | Namn                                         |
| -- | ------------ | --- | -------------------------------------------- |
| -  | Spanien      | MF  | Aleix García (Klubb ej klar)                 |
| 21 | Spanien      | MF  | David Silva (till Real Sociedad)             |
| 19 | Tyskland     | A   | Leroy Sané (till Bayern München)             |
| -  | Japan        | F   | Ko Itakura (Utlånad till Groningen)          |
| -  | Burkina Faso | F   | Issa Kaboré (Utlånad till Mechelen)          |
| -  | Australien   | A   | Daniel Arzani (Utlånad till Utrecht)         |
| -  | England      | MF  | Jack Harrison (Utlånad till Leeds United)    |
| -  | Spanien      | F   | Pedro Porro (Utlånad till Sporting Lissabon) |
| 1  | Chile        | MV  | Claudio Bravo (till Real Betis)              |
| -  | Kroatien     | MF  | Ante Palaversa (Utlånad till Getafe)         |
| -  | Japan        | MF  | Ryotaro Meshino (Utlånad till Rio Ave)       |
| 12 | Spanien      | F   | Angeliño (Utlånad till RB Leipzig)           |

| Nr | Land         | Pos | Namn                                         |
| -- | ------------ | --- | -------------------------------------------- |
| -  | Spanien      | MF  | Aleix García (Klubb ej klar)                 |
| 21 | Spanien      | MF  | David Silva (till Real Sociedad)             |
| 19 | Tyskland     | A   | Leroy Sané (till Bayern München)             |
| -  | Japan        | F   | Ko Itakura (Utlånad till Groningen)          |
| -  | Burkina Faso | F   | Issa Kaboré (Utlånad till Mechelen)          |
| -  | Australien   | A   | Daniel Arzani (Utlånad till Utrecht)         |
| -  | England      | MF  | Jack Harrison (Utlånad till Leeds United)    |
| -  | Spanien      | F   | Pedro Porro (Utlånad till Sporting Lissabon) |
| 1  | Chile        | MV  | Claudio Bravo (till Real Betis)              |
| -  | Kroatien     | MF  | Ante Palaversa (Utlånad till Getafe)         |
| -  | Japan        | MF  | Ryotaro Meshino (Utlånad till Rio Ave)       |
| 12 | Spanien      | F   | Angeliño (Utlånad till RB Leipzig)           |

#### Vinterövergångar 2021
| Nr | Land | Pos | Namn |
| -- | ---- | --- | ---- |

| Nr | Land | Pos | Namn |
| -- | ---- | --- | ---- |

| Nr | Land | Pos | Namn |
| -- | ---- | --- | ---- |

| Nr | Land | Pos | Namn |
| -- | ---- | --- | ---- |

### Manchester United

#### Sommarövergångar 2020
| Nr | Land          | Pos | Namn                                                   |
| -- | ------------- | --- | ------------------------------------------------------ |
|    | Nigeria       | A   | Odion Ighalo (Inlånad från Shanghai Greenland Shenhua) |
|    | Nederländerna | MF  | Donny van de Beek (från Ajax)                          |

| Nr | Land          | Pos | Namn                                                   |
| -- | ------------- | --- | ------------------------------------------------------ |
|    | Nigeria       | A   | Odion Ighalo (Inlånad från Shanghai Greenland Shenhua) |
|    | Nederländerna | MF  | Donny van de Beek (från Ajax)                          |

| Nr | Land          | Pos | Namn                                                 |
| -- | ------------- | --- | ---------------------------------------------------- |
| -  | England       | F   | Cameron Borthwick-Jackson (till Oldham Athletic)     |
| 7  | Chile         | A   | Alexis Sánchez (till Inter)                          |
| 44 | Nederländerna | A   | Tahith Chong (Utlånad till Werder Bremen)            |
| 40 | Portugal      | MV  | Joel Castro Pereira (Utlånad till Huddersfield Town) |

| Nr | Land          | Pos | Namn                                                 |
| -- | ------------- | --- | ---------------------------------------------------- |
| -  | England       | F   | Cameron Borthwick-Jackson (till Oldham Athletic)     |
| 7  | Chile         | A   | Alexis Sánchez (till Inter)                          |
| 44 | Nederländerna | A   | Tahith Chong (Utlånad till Werder Bremen)            |
| 40 | Portugal      | MV  | Joel Castro Pereira (Utlånad till Huddersfield Town) |

#### Vinterövergångar 2021
| Nr | Land | Pos | Namn |
| -- | ---- | --- | ---- |

| Nr | Land | Pos | Namn |
| -- | ---- | --- | ---- |

| Nr | Land | Pos | Namn |
| -- | ---- | --- | ---- |

| Nr | Land | Pos | Namn |
| -- | ---- | --- | ---- |

### Newcastle United

#### Sommarövergångar 2020
| Nr | Land       | Pos | Namn                             |
| -- | ---------- | --- | -------------------------------- |
|    | England    | MV  | Mark Gillespie (från Motherwell) |
|    | Irland     | MF  | Jeff Hendrick (från Burnley)     |
|    | England    | A   | Callum Wilson (från Bournemouth) |
|    | Skottland  | MF  | Ryan Fraser (från Bournemouth)   |
|    | Nordirland | F   | Jamal Lewis (från Norwich City)  |

| Nr | Land       | Pos | Namn                             |
| -- | ---------- | --- | -------------------------------- |
|    | England    | MV  | Mark Gillespie (från Motherwell) |
|    | Irland     | MF  | Jeff Hendrick (från Burnley)     |
|    | England    | A   | Callum Wilson (från Bournemouth) |
|    | Skottland  | MF  | Ryan Fraser (från Bournemouth)   |
|    | Nordirland | F   | Jamal Lewis (från Norwich City)  |

| Nr | Land          | Pos | Namn                                                          |
| -- | ------------- | --- | ------------------------------------------------------------- |
| -  | England       | MF  | Jack Colback (till Nottingham Forest)                         |
| 25 | England       | F   | Jamie Sterry (Klubb ej klar)                                  |
| 21 | Irland        | MV  | Rob Elliot (Klubb ej klar)                                    |
| 49 | England       | MV  | Jake Turner (Utlånad till Morecambe)                          |
| -  | England       | MV  | Freddie Woodman (Utlånad till Swansea City)                   |
| 28 | England       | F   | Danny Rose (Återvänder efter lån till Tottenham Hotspur)      |
| 15 | Nederländerna | F   | Jetro Willems (Återvänder efter lån till Eintracht Frankfurt) |
| 42 | Algeriet      | MF  | Nabil Bentaleb (Återvänder efter lån till Schalke 04)         |
| 23 | Österrike     | MF  | Valentino Lazaro (Återvänder efter lån till Inter)            |

| Nr | Land          | Pos | Namn                                                          |
| -- | ------------- | --- | ------------------------------------------------------------- |
| -  | England       | MF  | Jack Colback (till Nottingham Forest)                         |
| 25 | England       | F   | Jamie Sterry (Klubb ej klar)                                  |
| 21 | Irland        | MV  | Rob Elliot (Klubb ej klar)                                    |
| 49 | England       | MV  | Jake Turner (Utlånad till Morecambe)                          |
| -  | England       | MV  | Freddie Woodman (Utlånad till Swansea City)                   |
| 28 | England       | F   | Danny Rose (Återvänder efter lån till Tottenham Hotspur)      |
| 15 | Nederländerna | F   | Jetro Willems (Återvänder efter lån till Eintracht Frankfurt) |
| 42 | Algeriet      | MF  | Nabil Bentaleb (Återvänder efter lån till Schalke 04)         |
| 23 | Österrike     | MF  | Valentino Lazaro (Återvänder efter lån till Inter)            |

#### Vinterövergångar 2021
| Nr | Land | Pos | Namn |
| -- | ---- | --- | ---- |

| Nr | Land | Pos | Namn |
| -- | ---- | --- | ---- |

| Nr | Land | Pos | Namn |
| -- | ---- | --- | ---- |

| Nr | Land | Pos | Namn |
| -- | ---- | --- | ---- |

### Sheffield United

#### Sommarövergångar 2020
| Nr | Land      | Pos | Namn                                     |
| -- | --------- | --- | ---------------------------------------- |
|    | England   | MV  | Wes Foderingham (från Rangers)           |
|    | England   | MV  | Aaron Ramsdale (från Bournemouth)        |
|    | England   | F   | Jayden Bogle (från Derby County)         |
|    | England   | F   | Max Lowe (från Derby County)             |
|    | Wales     | F   | Ethan Ampadu (Inlånad från Chelsea)      |
|    | Skottland | MF  | Oliver Burke (från West Bromwich Albion) |

| Nr | Land      | Pos | Namn                                     |
| -- | --------- | --- | ---------------------------------------- |
|    | England   | MV  | Wes Foderingham (från Rangers)           |
|    | England   | MV  | Aaron Ramsdale (från Bournemouth)        |
|    | England   | F   | Jayden Bogle (från Derby County)         |
|    | England   | F   | Max Lowe (från Derby County)             |
|    | Wales     | F   | Ethan Ampadu (Inlånad från Chelsea)      |
|    | Skottland | MF  | Oliver Burke (från West Bromwich Albion) |

| Nr | Land                    | Pos | Namn                                                           |
| -- | ----------------------- | --- | -------------------------------------------------------------- |
| -  | England                 | F   | Ben Heneghan (Klubb ej klar)                                   |
| 21 | England                 | MF  | Mark Duffy (till Fleetwood Town)                               |
| -  | England                 | MF  | Nathan Thomas (Klubb ej klar)                                  |
| -  | England                 | MF  | Ricky Holmes (Avslutat karriären)                              |
| 24 | England                 | A   | Leon Clarke (Klubb ej klar)                                    |
| 13 | England                 | MV  | Jake Eastwood (Utlånad till Kilmarnock)                        |
| 18 | Wales                   | F   | Kieron Freeman (Klubb ej klar)                                 |
| 8  | England                 | MF  | Luke Freeman (Utlånad till Nottingham Forest)                  |
| 14 | Jamaica                 | MF  | Ravel Morrison (Klubb ej klar)                                 |
| 11 | Irland                  | A   | Callum Robinson (till West Bromwich Albion)                    |
| 1  | England                 | MV  | Dean Henderson (Återvänder efter lån till Manchester United)   |
| 27 | Bosnien och Hercegovina | MF  | Muhamed Bešić (Återvänder efter lån till Everton)              |
| 29 | Grekland                | F   | Panagiotis Retsos (Återvänder efter lån till Bayer Leverkusen) |
| 30 | Nederländerna           | A   | Richairo Živković (Återvänder efter lån till Changchun Yatai)  |

| Nr | Land                    | Pos | Namn                                                           |
| -- | ----------------------- | --- | -------------------------------------------------------------- |
| -  | England                 | F   | Ben Heneghan (Klubb ej klar)                                   |
| 21 | England                 | MF  | Mark Duffy (till Fleetwood Town)                               |
| -  | England                 | MF  | Nathan Thomas (Klubb ej klar)                                  |
| -  | England                 | MF  | Ricky Holmes (Avslutat karriären)                              |
| 24 | England                 | A   | Leon Clarke (Klubb ej klar)                                    |
| 13 | England                 | MV  | Jake Eastwood (Utlånad till Kilmarnock)                        |
| 18 | Wales                   | F   | Kieron Freeman (Klubb ej klar)                                 |
| 8  | England                 | MF  | Luke Freeman (Utlånad till Nottingham Forest)                  |
| 14 | Jamaica                 | MF  | Ravel Morrison (Klubb ej klar)                                 |
| 11 | Irland                  | A   | Callum Robinson (till West Bromwich Albion)                    |
| 1  | England                 | MV  | Dean Henderson (Återvänder efter lån till Manchester United)   |
| 27 | Bosnien och Hercegovina | MF  | Muhamed Bešić (Återvänder efter lån till Everton)              |
| 29 | Grekland                | F   | Panagiotis Retsos (Återvänder efter lån till Bayer Leverkusen) |
| 30 | Nederländerna           | A   | Richairo Živković (Återvänder efter lån till Changchun Yatai)  |

#### Vinterövergångar 2021
| Nr | Land | Pos | Namn |
| -- | ---- | --- | ---- |

| Nr | Land | Pos | Namn |
| -- | ---- | --- | ---- |

| Nr | Land | Pos | Namn |
| -- | ---- | --- | ---- |

| Nr | Land | Pos | Namn |
| -- | ---- | --- | ---- |

### Southampton

#### Sommarövergångar 2020
| Nr | Land    | Pos | Namn                                        |
| -- | ------- | --- | ------------------------------------------- |
|    | Ghana   | F   | Mohammed Salisu (från Real Valladolid)      |
|    | England | F   | Kyle Walker-Peters (från Tottenham Hotspur) |

| Nr | Land    | Pos | Namn                                        |
| -- | ------- | --- | ------------------------------------------- |
|    | Ghana   | F   | Mohammed Salisu (från Real Valladolid)      |
|    | England | F   | Kyle Walker-Peters (från Tottenham Hotspur) |

| Nr | Land      | Pos | Namn                                             |
| -- | --------- | --- | ------------------------------------------------ |
| 2  | Portugal  | F   | Cédric Soares (till Arsenal)                     |
| 11 | Norge     | A   | Mohamed Elyounoussi (Utlånad till Celtic)        |
| 3  | Japan     | F   | Maya Yoshida (till Sampdoria)                    |
| -  | England   | MV  | Jack Rose (till Walsall)                         |
| 23 | Danmark   | MF  | Pierre Emile Højbjerg (till Tottenham Hotspur)   |
| -  | England   | MF  | Harrison Reed (till Fulham)                      |
| 18 | Gabon     | MF  | Mario Lemina (Utlånad till Fulham)               |
| 38 | Österrike | F   | Kevin Danso (Återvänder efter lån till Augsburg) |

| Nr | Land      | Pos | Namn                                             |
| -- | --------- | --- | ------------------------------------------------ |
| 2  | Portugal  | F   | Cédric Soares (till Arsenal)                     |
| 11 | Norge     | A   | Mohamed Elyounoussi (Utlånad till Celtic)        |
| 3  | Japan     | F   | Maya Yoshida (till Sampdoria)                    |
| -  | England   | MV  | Jack Rose (till Walsall)                         |
| 23 | Danmark   | MF  | Pierre Emile Højbjerg (till Tottenham Hotspur)   |
| -  | England   | MF  | Harrison Reed (till Fulham)                      |
| 18 | Gabon     | MF  | Mario Lemina (Utlånad till Fulham)               |
| 38 | Österrike | F   | Kevin Danso (Återvänder efter lån till Augsburg) |

#### Vinterövergångar 2021
| Nr | Land | Pos | Namn |
| -- | ---- | --- | ---- |

| Nr | Land | Pos | Namn |
| -- | ---- | --- | ---- |

| Nr | Land | Pos | Namn |
| -- | ---- | --- | ---- |

| Nr | Land | Pos | Namn |
| -- | ---- | --- | ---- |

### Tottenham Hotspur

#### Sommarövergångar 2020
| Nr | Land      | Pos | Namn                                        |
| -- | --------- | --- | ------------------------------------------- |
|    | Argentina | MF  | Giovani Lo Celso (från Real Betis)          |
|    | Danmark   | MF  | Pierre Emile Højbjerg (från Southampton)    |
|    | England   | MV  | Joe Hart (från Burnley)                     |
|    | Irland    | F   | Matt Doherty (från Wolverhampton Wanderers) |

| Nr | Land      | Pos | Namn                                        |
| -- | --------- | --- | ------------------------------------------- |
|    | Argentina | MF  | Giovani Lo Celso (från Real Betis)          |
|    | Danmark   | MF  | Pierre Emile Højbjerg (från Southampton)    |
|    | England   | MV  | Joe Hart (från Burnley)                     |
|    | Irland    | F   | Matt Doherty (från Wolverhampton Wanderers) |

| Nr | Land          | Pos | Namn                                     |
| -- | ------------- | --- | ---------------------------------------- |
| 5  | Belgien       | F   | Jan Vertonghen (till Benfica)            |
| 13 | Nederländerna | MV  | Michel Vorm (Klubb ej klar)              |
| 16 | England       | F   | Kyle Walker-Peters (till Southampton)    |
| 29 | England       | MF  | Oliver Skipp (Utlånad till Norwich City) |

| Nr | Land          | Pos | Namn                                     |
| -- | ------------- | --- | ---------------------------------------- |
| 5  | Belgien       | F   | Jan Vertonghen (till Benfica)            |
| 13 | Nederländerna | MV  | Michel Vorm (Klubb ej klar)              |
| 16 | England       | F   | Kyle Walker-Peters (till Southampton)    |
| 29 | England       | MF  | Oliver Skipp (Utlånad till Norwich City) |

#### Vinterövergångar 2021
| Nr | Land | Pos | Namn |
| -- | ---- | --- | ---- |

| Nr | Land | Pos | Namn |
| -- | ---- | --- | ---- |

| Nr | Land | Pos | Namn |
| -- | ---- | --- | ---- |

| Nr | Land | Pos | Namn |
| -- | ---- | --- | ---- |

### West Bromwich Albion

#### Sommarövergångar 2020
| Nr | Land            | Pos | Namn                                       |
| -- | --------------- | --- | ------------------------------------------ |
|    | Brasilien       | MF  | Matheus Pereira (från Sporting Lissabon)   |
|    | Elfenbenskusten | F   | Cédric Kipré (från Wigan Athletic)         |
|    | England         | MF  | Grady Diangana (från West Ham United)      |
|    | England         | MV  | David Button (från Brighton & Hove Albion) |
|    | Irland          | A   | Callum Robinson (från Sheffield United)    |

| Nr | Land            | Pos | Namn                                       |
| -- | --------------- | --- | ------------------------------------------ |
|    | Brasilien       | MF  | Matheus Pereira (från Sporting Lissabon)   |
|    | Elfenbenskusten | F   | Cédric Kipré (från Wigan Athletic)         |
|    | England         | MF  | Grady Diangana (från West Ham United)      |
|    | England         | MV  | David Button (från Brighton & Hove Albion) |
|    | Irland          | A   | Callum Robinson (från Sheffield United)    |

| Nr | Land       | Pos | Namn                                    |
| -- | ---------- | --- | --------------------------------------- |
| 11 | Nordirland | MF  | Chris Brunt (till Bristol City)         |
| 25 | Oman       | MV  | Ali Al Habsi (Klubb ej klar)            |
| 32 | England    | F   | Jack Fitzwater (till Livingston)        |
| 33 | England    | F   | Kane Wilson (till Forest Green Rovers)  |
| 36 | England    | F   | Nathan Ferguson (till Crystal Palace)   |
| 18 | England    | MF  | Gareth Barry (Avslutat karriären)       |
| 23 | England    | MV  | Jonathan Bond (Klubb ej klar)           |
| 22 | England    | F   | Lee Peltier (Klubb ej klar)             |
| 20 | England    | MF  | Jonathan Leko (till Birmingham City)    |
| 39 | England    | MV  | Alex Palmer (Utlånad till Lincoln City) |
| 17 | Skottland  | MF  | Oliver Burke (till Sheffield United)    |

| Nr | Land       | Pos | Namn                                    |
| -- | ---------- | --- | --------------------------------------- |
| 11 | Nordirland | MF  | Chris Brunt (till Bristol City)         |
| 25 | Oman       | MV  | Ali Al Habsi (Klubb ej klar)            |
| 32 | England    | F   | Jack Fitzwater (till Livingston)        |
| 33 | England    | F   | Kane Wilson (till Forest Green Rovers)  |
| 36 | England    | F   | Nathan Ferguson (till Crystal Palace)   |
| 18 | England    | MF  | Gareth Barry (Avslutat karriären)       |
| 23 | England    | MV  | Jonathan Bond (Klubb ej klar)           |
| 22 | England    | F   | Lee Peltier (Klubb ej klar)             |
| 20 | England    | MF  | Jonathan Leko (till Birmingham City)    |
| 39 | England    | MV  | Alex Palmer (Utlånad till Lincoln City) |
| 17 | Skottland  | MF  | Oliver Burke (till Sheffield United)    |

#### Vinterövergångar 2021
| Nr | Land | Pos | Namn |
| -- | ---- | --- | ---- |

| Nr | Land | Pos | Namn |
| -- | ---- | --- | ---- |

| Nr | Land | Pos | Namn |
| -- | ---- | --- | ---- |

| Nr | Land | Pos | Namn |
| -- | ---- | --- | ---- |

### West Ham United

#### Sommarövergångar 2020
| Nr | Land     | Pos | Namn                            |
| -- | -------- | --- | ------------------------------- |
|    | Tjeckien | MF  | Tomáš Souček (från Slavia Prag) |

| Nr | Land     | Pos | Namn                            |
| -- | -------- | --- | ------------------------------- |
|    | Tjeckien | MF  | Tomáš Souček (från Slavia Prag) |

| Nr | Land       | Pos | Namn                                       |
| -- | ---------- | --- | ------------------------------------------ |
| -  | Montenegro | MF  | Sead Haksabanovic (till IFK Norrköping)    |
| 15 | Colombia   | MF  | Carlos Sánchez (Klubb ej klar)             |
| 5  | Argentina  | F   | Pablo Zabaleta (Klubb ej klar)             |
| 27 | Schweiz    | A   | Albian Ajeti (till Celtic)                 |
| 12 | England    | A   | Jordan Hugill (till Norwich City)          |
| 13 | Spanien    | MV  | Roberto (till Real Valladolid)             |
| 45 | England    | MF  | Grady Diangana (till West Bromwich Albion) |

| Nr | Land       | Pos | Namn                                       |
| -- | ---------- | --- | ------------------------------------------ |
| -  | Montenegro | MF  | Sead Haksabanovic (till IFK Norrköping)    |
| 15 | Colombia   | MF  | Carlos Sánchez (Klubb ej klar)             |
| 5  | Argentina  | F   | Pablo Zabaleta (Klubb ej klar)             |
| 27 | Schweiz    | A   | Albian Ajeti (till Celtic)                 |
| 12 | England    | A   | Jordan Hugill (till Norwich City)          |
| 13 | Spanien    | MV  | Roberto (till Real Valladolid)             |
| 45 | England    | MF  | Grady Diangana (till West Bromwich Albion) |

#### Vinterövergångar 2021
| Nr | Land | Pos | Namn |
| -- | ---- | --- | ---- |

| Nr | Land | Pos | Namn |
| -- | ---- | --- | ---- |

| Nr | Land | Pos | Namn |
| -- | ---- | --- | ---- |

| Nr | Land | Pos | Namn |
| -- | ---- | --- | ---- |

### Wolverhampton Wanderers

#### Sommarövergångar 2020
| Nr | Land       | Pos | Namn                             |
| -- | ---------- | --- | -------------------------------- |
|    | Montenegro | MV  | Matija Šarkić (från Aston Villa) |
|    | Portugal   | A   | Fábio Silva (från Porto)         |
|    | Brasilien  | F   | Fernando Marçal (från Lyon)      |
|    | Portugal   | MF  | Vitinha (Inlånad från Porto)     |

| Nr | Land       | Pos | Namn                             |
| -- | ---------- | --- | -------------------------------- |
|    | Montenegro | MV  | Matija Šarkić (från Aston Villa) |
|    | Portugal   | A   | Fábio Silva (från Porto)         |
|    | Brasilien  | F   | Fernando Marçal (från Lyon)      |
|    | Portugal   | MF  | Vitinha (Inlånad från Porto)     |

| Nr | Land       | Pos | Namn                                           |
| -- | ---------- | --- | ---------------------------------------------- |
| -  | Nigeria    | A   | Bright Enobakhare (till AEK Aten)              |
| -  | England    | MF  | Jordan Graham (till Gillingham)                |
| -  | Schweiz    | MF  | Ming-Yang Yang (till Grasshoppers)             |
| -  | Ghana      | F   | Phil Ofosu-Ayeh (Klubb ej klar)                |
| -  | Portugal   | MF  | Hélder Costa (till Leeds United)               |
| -  | England    | MV  | Will Norris (till Burnley)                     |
| -  | Irland     | MF  | Connor Ronan (Utlånad till Grasshoppers)       |
| 17 | England    | MF  | Morgan Gibbs-White (Utlånad till Swansea City) |
| 2  | Irland     | F   | Matt Doherty (till Tottenham Hotspur)          |
| -  | Montenegro | MV  | Matija Šarkić (Utlånad till Shrewsbury Town)   |
| 6  | Portugal   | MF  | Bruno Jordão (Utlånad till Famalicão)          |

| Nr | Land       | Pos | Namn                                           |
| -- | ---------- | --- | ---------------------------------------------- |
| -  | Nigeria    | A   | Bright Enobakhare (till AEK Aten)              |
| -  | England    | MF  | Jordan Graham (till Gillingham)                |
| -  | Schweiz    | MF  | Ming-Yang Yang (till Grasshoppers)             |
| -  | Ghana      | F   | Phil Ofosu-Ayeh (Klubb ej klar)                |
| -  | Portugal   | MF  | Hélder Costa (till Leeds United)               |
| -  | England    | MV  | Will Norris (till Burnley)                     |
| -  | Irland     | MF  | Connor Ronan (Utlånad till Grasshoppers)       |
| 17 | England    | MF  | Morgan Gibbs-White (Utlånad till Swansea City) |
| 2  | Irland     | F   | Matt Doherty (till Tottenham Hotspur)          |
| -  | Montenegro | MV  | Matija Šarkić (Utlånad till Shrewsbury Town)   |
| 6  | Portugal   | MF  | Bruno Jordão (Utlånad till Famalicão)          |

#### Vinterövergångar 2021
| Nr | Land | Pos | Namn |
| -- | ---- | --- | ---- |

| Nr | Land | Pos | Namn |
| -- | ---- | --- | ---- |

| Nr | Land | Pos | Namn |
| -- | ---- | --- | ---- |

| Nr | Land | Pos | Namn |
| -- | ---- | --- | ---- |